# Valentin Ulrich Grotian
Valentin Ulrich Grotian (* 24. August 1663 in Goslar; † 19. Mai 1741 in Aurich) war ein Orgelbauer, der von 1688 bis spätestens 1707 in Ostfriesland wirkte. Von ihm stammen sieben Orgelneubauten, von denen nur die Orgel in Pilsum (1694) nahezu vollständig erhalten ist. 

## Leben
Grotian wurde 1663 in Goslar geboren. Über seine Lehrjahre im Harzvorland ist nichts bekannt. Ab 1688 ist sein Wirken in der Orgellandschaft Ostfriesland belegt, als er in der Lambertikirche Aurich eine Orgelreparatur durchführte. 1694 heiratete er in Petkum Anna Margarethe Bungarts. Er war Zeitgenosse von Arp Schnitger, der im nordwestdeutschen Küstengebiet keine Konkurrenz neben sich duldete. Lediglich in Ostfriesland und im Jeverland konnten sich Grotian und Joachim Kayser eine gewisse Zeit durch eigenständige Werke neben Schnitger profilieren. Als er 1708 Anna Sophia Volgern heiratet, wird er als „Hochfürstlicher Ausmiener“ (Auktionator) bezeichnet. Diese Berufsbezeichnung findet sich auch in seinem Sterberegister. Nach 1700 wandte sich Grotian offensichtlich einem anderen Beruf zu, sodass zu vermuten ist, dass er von Schnitger verdrängt wurde oder aus wirtschaftlichen Gründen den Beruf wechselte.

## Werk
Zwischen 1691 und 1699 führte Grotian sieben Neubauten in Ostfriesland durch. Die Orgel in Pilsum  (1694) ist sein einziges Werk, das weitgehend im originalen Zustand erhalten ist. Schnitgers große Orgel in der Ludgerikirche Norden wurde nur wenige Jahre zuvor gebaut und erlaubt einen interessanten Vergleich. Grotians Orgeln waren eher traditionell verfertigt, während Schnitgers Instrumente damals als fortschrittlich galten. Dank der  Restaurierung durch Jürgen Ahrend wurde 1991 die Pilsumer Orgel wieder ganz funktionstüchtig gemacht und der ursprüngliche klangliche und optische Zustand wieder vollständig hergestellt. Das Instrument gilt neben den Schnitgerorgeln als bedeutendstes Werk um 1700 in Ostfriesland. Es verfügt über 16 Register auf zwei Manualen und angehängtem Pedal, das die Möglichkeit bietet, später ein selbstständiges Pedalwerk auszubauen. Die Orgel weist deutlich farbige Klänge auf und unterscheidet sich in den Klangkonzeptionen stark von Schnitger. Die stark bleihaltigen Pfeifen weisen in die Zeit des traditionellen Orgelbaus zurück. Ungewöhnlich sind die Mensuren der Flötenregister. 
Die Neubauten Grotians in Werdum (circa 1690) und der reformierten Kirche in Bunde (1691–1692) mussten späteren Orgeln weichen. Von den Instrumenten in Aurich-Oldendorf (1692) und Weene (1698–1699) sind nur noch die Prospekte erhalten. Die Orgel in Petkum (1694–1699) hat im Laufe der Zeit viel erlitten; immerhin sind noch etliche Register alt; hier steht noch eine Restaurierung aus. In Stedesdorf (1696) hat der Umbau von Arnold Rohlfs (1847–1849) die Orgel stark verändert. Von der kleinen Orgel in Greetsiel (1694–1695) ist nur das Gehäuse alt. Zu diesen Neubauten kommen verschiedene Reparaturmaßnahmen Grotians, wie u. a. in der Lambertikirche in Aurich (1688/ca. 1703), in Rysum (1689–1690/1699) und Groothusen (1694).

## Werkliste
Die Größe der Instrumente wird in der fünften Spalte durch die Anzahl der Manuale und die Anzahl der klingenden Register in der sechsten Spalte angezeigt. Ein großes „P“ steht für ein selbstständiges Pedal, ein kleines „p“ für ein angehängtes Pedal. Eine Kursivierung zeigt an, dass die betreffende Orgel nicht mehr erhalten oder lediglich der Prospekt erhalten ist.
| Jahr         | Ort              | Kirche               | Bild | Manuale | Register | Bemerkungen                                                                                                 |
| ------------ | ---------------- | -------------------- | ---- | ------- | -------- | --- |
| 1688/um 1703 | Aurich           | Lambertikirche       |      | II      |          | Reparatur der Orgel aus dem 16. Jahrhundert; nicht erhalten                                                 |
| 1688         | Victorbur        | St.-Victor-Kirche    |      | I       | 8        | Reparatur der Orgel aus dem 16. Jahrhundert; nicht erhalten                                                 |
| 1689–90/1699 | Rysum            | Rysumer Kirche       |      | I       | 7        | Reparatur der → Orgel von 1457; erhalten                                                                    |
| um 1690      | Werdum           | St.-Nicolai-Kirche   |      | I/p     | 9        | Neubau; nicht erhalten                                                                                      |
| 1691–1692    | Bunde            | Reformierte Kirche   |      | II/p    | 17       | Neubau; 1791/92 nach Aurich-Oldendorf verkauft und überführt, wo der Prospekt erhalten ist                  |
| 1692         | Aurich-Oldendorf | St.-Petri-Kirche     |      | II/p    | 17       | Aus der Reformierten Kirche in Bunde überführt; nur Prospekt erhalten                                       |
| 1693         | Groß Midlum      | Groß Midlumer Kirche |      |         |          | Reparatur der Orgel aus dem 16. Jahrhundert; nicht erhalten                                                 |
| 1694         | Pilsum           | Pilsumer Kreuzkirche |      | II/p    | 16       | → Orgel der Pilsumer Kreuzkirche, Neubau, fast vollständig erhalten                                         |
| 1694         | Groothusen       | Groothuser Kirche    |      |         |          | Reparatur der Orgel von Meister Petrus von Emden (1520); nicht erhalten                                     |
| 1694–1695    | Greetsiel        | Greetsieler Kirche   |      |         |          | Neubau; nicht erhalten                                                                                      |
| 1696         | Stedesdorf       | St.-Aegidien-Kirche  |      | I/p     | 9        | Neubau; 1847–1849 von Arnold Rohlfs durch Neubau ersetzt, vier beibehaltene Grotian-Register sind erhalten. |
| 1697         | Wittmund         | St. Nicolai          |      | II/P    |          | Reparatur der Orgel von Arp Schnitger (1684); nicht erhalten                                                |
| 1694–1699    | Petkum           | St.-Antonius-Kirche  |      | II/p    | 14       | Neubau; fünf Register erhalten                                                                              |
| 1698–1699    | Weene            | Nikolaikirche        |      | I/p     | 11       | Neubau; nur noch Prospekt erhalten                                                                          |